# 沖田キン
沖田 キン（おきた きん、天保7年4月11日（1836年5月25日） - 明治41年（1908年）4月2日）は、江戸時代末期（幕末）から明治にかけての女性。沖田みつの妹、新選組一番隊長沖田総司の姉、中野由秀の妻、技師中野鑑三郎の母。

## 生涯
天保7年（1836年） 、元陸奥国白河藩士沖田勝次郎の次女に生まれる。沖田家の家伝では、館林藩家老の中野伝衛門由秀に稼いだとされるが、正しくは、文久3年（1863年）に新封された越後三根山藩牧野家の家臣で、二三俵三人扶持の中野伝之丞由秀の妻となっている。
由秀の誕生日は天保3年（1832年）5月6日であるので、キンより4歳年上だったと考えられる。結婚年次は不明だが、嘉永6年（1853年）に長女・ナミが誕生していることから、前年中の17歳の時と思われる。その後、安政5年（1858年）に次女・ムツ、文久3年に長男・鑑三郎が生まれている。
中野家は江戸詰の藩士で、この間、一家は江戸下屋敷の長屋に暮らしていたものと思われるが、慶応4年（1868年）2月に帰国の途についた。明治維新後は新潟県西蒲原郡峰岡村一二番戸四〇三番地に住み、明治3年（1870年）に三女・ミドリ、明治9年（1876年）四女・シゲ、明治11年（1878年）に五女・フジが誕生している。
キンは姉・みつが没した翌年の明治41年（1908年）4月2日午前10時に73歳で他界、死亡届が4月6日に東京下京区に提出されていることから、伝之丞が明治16年（1883年）12月に隠居、明治24年（1891年）10月24日に死亡しており、これらを機に上京した可能性がある。